# Wilhelm His

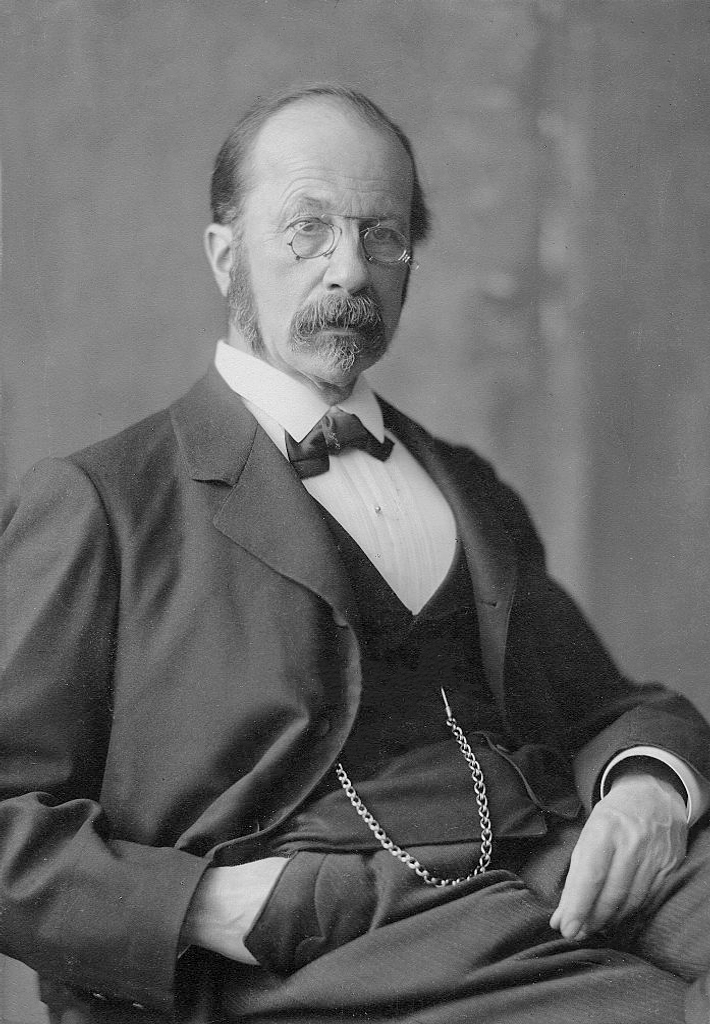

Wilhelm His (Basileia, Suíça, 9 de julho de 1831 – Leipzig, Alemanha, 1 de maio de 1904) foi um anatomista e professor suíço que inventou o micrótomo e que é considerado o fundador da histologia. A invenção do micrótomo permitiu que os cientistas se aprofundassem no estudo da organização e função dos tecidos e células, através do microscópio.